# Protracheoniscus armenicus
Protracheoniscus armenicus är en kräftdjursart som beskrevs av Borutzkii 1975. Protracheoniscus armenicus ingår i släktet Protracheoniscus och familjen Trachelipodidae. Inga underarter finns listade i Catalogue of Life.